# クロスソード
『クロスソード』（Crossed Swords）は、1991年に株式会社エス・エヌ・ケイ（SNK）から稼働されたアーケード用3Dアクションゲーム。日本国外では『Crossed Swords』のタイトルで稼働された。開発はアルファ電子（後のADK）が行っている。
主人公の騎士、「エドモンド」と「リチャード」を操作し、魔人ナウシズを倒す事を目的としている。
同年10月1日には家庭用ネオジオソフトが発売され。、1994年10月31日にはネオジオCD用ソフトとして『クロススウォード』というタイトルで発売された。2011年9月20日からは、D4エンタープライズによってWii用ソフトとしてバーチャルコンソールにて配信され、2018年8月23日からは、ハムスターによってアケアカNEOGEOの1作品としてPlayStation 4、Xbox One、Nintendo Switch、Windows 10、iOS、Androidでそれぞれ配信された。また、復刻版ハードのネオジオ ミニに収録された。
本作はゲーム誌『ゲーメスト』の企画「第5回ゲーメスト大賞」（1991年度）にてベストアクション賞6位を獲得した。

## 概要
ファンタジー世界を舞台に、異形の勢力から王国を守ろうとする騎士となって戦うゲーム。画面はプレイヤーキャラクター（PC）の背後から見る3D視点で表現される。PCはフレームだけが描かれた透明な姿をしており、装備している剣と盾のみ実体が見える。PCの実体は戦闘終了時に現れる。
2人同時プレイが可能で、1Pは画面左側、2Pは画面右側に表示される。
バトルBGMはパーカッションとブラスの旋律を組み合わせた重厚なオーケストラで、口ずさむのが難しく、プレイヤーからは「ズンドコ」と表現されていた。
ネオジオのメモリーカードが有効に活用できる数少ないソフトのひとつであり、セーブしておけば継続プレイが可能である。

## ゲーム内容
戦闘は常に基本的に1対1（二人プレイでは2対2）で行われる（ただし一部のボス敵は一体で二人同時に相手をするものもいる）。戦闘中は奥行きも存在し、主に戦闘は手前ラインで行われ、奥ラインでは敵・PC共に攻撃手段は限られる。
PCは上下左右のレバー入力組み合わせによってなぎ払い、振り下ろし、突きの攻撃を繰り出し、最大4回までつなげることができる。高威力な攻撃、遠距離攻撃（命中でダメージとともに相手の行動を中断させられる）、または緊急回避手段として、サンダーやミストなどの魔法や、体力を消費して放つ剣技もある。
敵の攻撃は概して上段と下段の2種類（直前のモーションで判別がつく）であり、PCの左右移動で回避したり、盾を使って適切な位置で防御する（防御不能な攻撃も存在）ことでダメージを軽減できる。敵の攻撃を回避し、空振りしたところを反撃するのが基本的なプレイであるが、頭で理解していたとしても実行するのは難しい。
各ステージのザコ敵は一定時間以内に倒すと、体力や魔力を回復するアイテムやGOLDが出現する。GOLDはステージ間での商人との取引に使用し、より強力な武器や食料と交換できる。また、ストーリーの進行に応じてさまざまな盾を獲得する機会がある。また、各ステージではクリア時に、ステージポイントと倒した敵に応じて増加するエネミーポイントが集計され、それらの合計が経験値となる。経験値を一定まで集めることでレベルが上がり、攻撃力や体力が上昇する。
ステージによっては選択肢による分岐が存在する。

## キャラクター
エドモンド＆リチャード
主人公＝プレイヤーキャラクター。ペルカナ国を訪れた旅の騎士、攫われた王女を救うため魔人ナウシズに剣と盾のみで立ち向かう。2人同時プレイの際は1P2P左右に分かれて同時プレイを行う。
クロ―レ姫
ベルカナの王女、第二章終盤にバクスレイに攫われる。

## 敵キャラクター
ナウシズ
ぺルカナを我が物にせんとする魔人で、本作のラストボス。
第一形態は人型で遠距離攻撃を防ぐが単純な上下攻撃のみ。
第二形態で巨大なムカデのような正体を現す。ガード不能の火球を画面いっぱいにバラ撒き、高速の火炎、ガード不能の爪攻撃、とてつもないHPを持つ。
鼠騎士
パタラット
剣を持った鼠、ガードをしない。必ず回復アイテム（小）を出す。
アックスラット
パタラットに同じ、必ず回復アイテム（大）を出す。
ゴブリン
ダブゴブリン（緑）
ほとんどガードをしない。
ゴブリンディア（赤）
たまにガードをしてくる。
ゴブリンガード（紫）
ガードが固く移動速度もプレイヤーと同等。
芋虫
ブロウラクロウラ
巨大なイモ虫でサイズが大きく気導障壁で奥ラインに飛ばせない。水・赤・薄紫の三種、上下ガードが必要な火を吐く。
騎士
ナウシズナイト（緑）
最弱騎士だがガードを駆使する。移動速度はゴブリンガードより遅い。
レッドスティル（赤）
剣の振りが速い強敵だがサンダーの魔法が弱点。三章以降大量に出現する。
ブラックガード（黒）
剣の振りが騎士の中で一番遅いが攻撃力が非常に高い。
バクスレイ（青）
二章終盤で王女を攫う。敵としては五章の陸上戦艦のボスとして初登場。騎士のボス的存在。必殺技が一切通じず、ガード不能攻撃も繰り出す難敵。
蜂
デスビーン
青・赤・黄緑がいる。いきなり現れては下段に刺してくる、赤と黄緑は毒液を吐く。
山羊
デモンゴート（黒）
二章のボス。序盤から出現する割に連続攻撃が脅威。
サタンゴート（青）
六章のボス。必殺技が通じず攻撃～ガードが大変に速く攻撃が入れられる隙が一瞬しかない難敵。
翼騎士
ウイングナイト（緑）
移動速度が速く、剣の振りもナウシズナイトより速い。
レッドウイング（赤）
全キャラクター中最速の攻撃速度を持つ強敵、必殺技や魔法なしでは苦戦必至。三章から大量に出現する。
ガルドウイング（金）
バクスレイと同じく必殺技が通じない難敵、翼騎士のボス的存在。最終章に出現。
道化師
デスマスカレイド（緑）
三章のボス。手前からは爪攻撃、奥ラインからは上下ガードの必要なカッターと気弾を放つ。
ヘルマスカレイド（紫）
攻撃は緑と大差ないが、爪攻撃の攻撃力が異常なほど高い。最終章ラスボス前に出現。
蛙
ベアネイルフロッグ（緑）
奥ラインから毒を吐いてくる。上段攻撃しかできずガードも甘い。
パタフロッグ（赤）
上段攻撃しかできないが攻撃力は非常に高く、毒を吐く頻度も緑より高い。
魚人
ボアフィス（青）
モーニングスターを装備した魚の怪物。ガードが固く１～２回しか切れない。奥ラインから毒霧を吹いてくる。
ガルドフィス（赤）
四章の実質的ボス。必殺技が通じないが、ガードは青より甘い。
目玉
アイボール（青）
ギガボール（赤）
奥ラインから目玉を飛ばす、ガードは可能。近づくと上段に噛み付いてくる。HP以外に差はない。
蟹
クラブジャイアント
赤・緑・青がいる。サイズが大きく気導障壁で奥ラインに飛ばせない。他の必殺技も鋏で防御されて一切通用せず、緑と青は奥ラインから泡を吹いて自身の鋏と連携攻撃をしてくる。
骸骨騎士
スケルトン（緑）
攻撃は速いがガードはそれほど固くない、奥ラインからファイアーボールを撃つ。
スケルトンゴア（青）
緑と大差ないが、奥ラインからガード不能の電撃を繰り出す。
クディソホウ（赤）
骸骨のボス的存在、最終章のみに登場。バクスレイと同じく必殺技の通じない難敵。ファイアーボール・電撃も使い、HP・耐久力共に全キャラ最高クラス。
人魂
イジュレイタ
赤と青がいる、奥ラインから火の玉を吐いてすぐに逃げていく。
ゴーレム
アームドゴーレム
力任せの上下攻撃と奥ラインから電撃を放つ。サイズが大きく気導障壁で奥ラインに飛ばせない。動きは鈍いが、HPが大変に高く攻撃力の低い武器だと倒すのに時間を要する。

## 武器
敵を倒した際に獲得したGOLDで章の合間に現れる商人から購入できる。変更することで使用可能な魔法も変化する。各魔法はマジックアイテムを獲得することで補充可能。
ファイアーボールソード
初期装備、奥ラインにも届き敵を追尾するファイアーボールを10回撃てる。
サンダーソード
奥ラインにも届く威力の高い電撃を4回使える。強敵のレッドスティルを2発で倒せる。900G。
ミストソード
手前の敵の動きを止め、更に攻撃も加えられるミストの魔法を6回使える。500G。
ミストソードDX
ミストが12回使える、威力も高く使い勝手がよい。尚ミストはただ単に使うだけではすぐ逃げる敵もおり、必殺技との併用も不可能。1500G。
スケアクロウソード
非売品、入手機会は三章の武器庫一回のみ。奥ラインにも届く敵をカカシに変える魔法を10回使える。強敵レッドウイングに使うのが基本。ただしカカシに変えた敵からはGOLDが一切獲得できなくなり一部のボスクラスには通用しない。強力な剣だが常にガード姿勢を保たないとパワーが落ちて攻撃力が下がる。
シールドアックス
敵の一切の攻撃を無効化するシールドの魔法を8回使えるが、左右の移動速度が半減する。スケアクロウソードとは逆に、ガード姿勢を続けていると徐々にパワーが落ちて攻撃力が下がる。2000G。
シールドアックスDX
攻撃力が高く、シールドが16回使える。他の特徴はシールドアックスに同じ。5000G。
ファイアーソード
最強の攻撃力を持つ剣。ボアフィスであろうとも4回切れる。奥ラインにも届くファイアーシールドの魔法を6回使える。9000G。

## 盾
ステージの進行に応じて持ち主から受け取り、自動的に更新される。
木の盾
初期装備。
鉄の盾
三章で老騎士からもらえる。
鱗の盾
四章の砦入口で女性からもらえる。シールドアックスのガード姿勢によるパワー減が緩やかになる。
テュールの盾
六章の洞窟入口で村人からもらえる。戦の神テュールが所持していたという最強の防御力を持つ盾。

## 必殺技
全技共通で使用するとほんの少しHPを消費する。ボスクラスの相手にはほとんど通用せず、ミストの魔法との併用はできない。
気導連斬(A+B)
凄まじい速度の勢いで連続斬りを一定回数行う。手前ライン限定だが当たり判定が持続し、HPの高い相手に使うと非常に強力だが、ただ単に使うだけではすぐ逃げる敵もいる。
気導障壁(↓A+B)
一瞬無敵になり目前のほとんどの敵を奥ラインに飛ばせる緊急回避技。連続で敵から攻撃を受けるのを防ぐメガクラッシュ的な役割を持ち、攻撃中であればボスクラスの敵でも通用する。
気導弾(↑A+B)
少し構えたあとに一直線の軌道で奥ラインにも届くエネルギー弾を飛ばす飛び道具。威力も高いが追尾はしないので、きちんと狙う必要がある。

## GOLD
クリスタル
10G
銀カップ
50G
小金貨
70G
金カップ
100G
宝石
150G
大銀貨
200G
大金貨
300G
リング
400G
インゴット
500G

## 回復アイテム
ライフアイテム
薬草・ニンジン・ピーマン・タマネギ（回復小）。トウモロコシ・赤ポーション（回復中）。黒ポーション・骨付き肉（回復大）。
骨付き肉は章の合間に現れる商人から100Gで購入可能。ストックはできずその場で回復できるのみ。
コルデ魚
体力全回復。ペルカナの特産品の魚。
マジックアイテム
魔法書（回復小）、マジックオーブ赤（回復中）、マジックオーブ黒（全回復）

## 移植版
| No. | タイトル         | 発売日         | 対応機種                               | 開発元       | 発売元             | メディア                              | 型式     | 備考             |
| --- | ---------------- | -------------- | -------------------------------------- | ------------ | ------------------ | ------------------------------------- | -------- | ---------------- |
| 1   | クロスソード     | 1991年10月1日  | ネオジオ                               | アルファ電子 | SNK                | ロムカセット                          | NGH-037  |                  |
| 2   | クロススウォード | 1994年10月31日 | ネオジオCD                             | ADK          | SNK                | CD-ROM                                | ADCD-002 |                  |
| 3   | クロスソード     | 2011年9月20日  | Wii                                    | アルファ電子 | D4エンタープライズ | ダウンロード （バーチャルコンソール） | -        | ネオジオ版の移植 |
| 4   | クロスソード     | 2018年7月24日  | ネオジオ ミニ                          | SNK          | SNK                | 内蔵ゲーム                            | -        | ネオジオ版の移植 |
| 5   | クロスソード     | 2018年8月23日  | Nintendo Switch PlayStation 4 Xbox One | ハムスター   | ハムスター         | ダウンロード （アケアカNEOGEO）       | -        | MVS版の移植      |
| 6   | クロスソード     | 2019年6月14日  | Windows 10                             | ハムスター   | ハムスター         | ダウンロード （アケアカNEOGEO）       | -        | MVS版の移植      |
| 7   | クロスソード     | 2023年6月1日   | iOS Android                            | ハムスター   | ハムスター         | ダウンロード （アケアカNEOGEO）       | -        | MVS版の移植      |

## スタッフ
- プロデューサー：牛沢朗
- キャラクター・デザイナー：牛沢朗、戸田裕幸
- スクロール・デザイナ－：本部初江、松崎勝江
- プログラマー：深津栄次、千葉真木夫、鴨田秀男、白澤輝昭
- 音楽：渡辺夕香
- 効果音：山本秀樹
- スペシャル・サンクス：丸山勉

## 評価
アーケード版
ゲーム誌『ゲーメスト』誌上で行われていた「第5回ゲーメスト大賞」（1991年度）において、読者投票によりベストアクション賞で6位を獲得した。
ネオジオ版
ゲーム誌『ファミコン通信』の「クロスレビュー」では合計24点（満40点）、『ネオジオフリーク』が1997年に同誌で行った「ネオジオゲームツインレビュー」では7、8点の合計15点（満20点）となった。レビュアーは「RPG要素のある3Dの迫力が楽しめる完成度の高いアクションゲームで反射神経に難があると辛いが魔法でカバーできる」、「前半はそれなりに適当に遊んでも進めるが後半は敵のパターンを覚えないと厳しいがこれが面白い」と賞賛した。

## 続編
クロススウォードII
1995年5月2日に発売されたネオジオCD専用ソフト。使用キャラクターが男剣士、女戦士、忍者の3人から選べるようになり、モードが2つに増えた。
マジシャンロード